# Old Mill (Massachusetts)
The Old Mill ist eine historische Wassermühle in West Tisbury im Bundesstaat Massachusetts der Vereinigten Staaten. Sie wurde ca. 1848 errichtet und 1984 in das National Register of Historic Places (NRHP) eingetragen. Aktuell befindet sich das Gebäude im Eigentum des Martha’s Vineyard Garden Club.

## Bauwerk
Die Mühle wurde an einer Stelle errichtet, die bereits seit den 1650er Jahren für industrielle Zwecke genutzt wurde. Sie ist im Hauptteil zweieinhalb Stockwerke hoch, weist einen eineinhalbstöckigen Anbau auf und wurde unmittelbar neben der Edgartown-West Tisbury Road in eine nach Süden steil abfallende Böschung hinein gebaut. Auf der anderen Straßenseite befindet sich der Mühlenteich, aus dem die drei Wasserläufe Mill Brook, Factory Brook und Red Brook  unter der Straße hergeführt werden. Der Red Brook läuft unter der Mühle her und diente höchstwahrscheinlich ursprünglich als Antriebsquelle. Im Inneren besteht jedes Stockwerk aus einem einzigen Raum. Die erste Etage ist über eine Holztreppe auf der Nordseite, die zweite über eine ebenfalls auf der Nordseite befindliche Falttreppe zugänglich.

## Geschichte
Der Standort der Mühle wurde bereits vor der Ankunft der ersten europäischen Siedler von den Indianern genutzt. Um 1650 kauften drei englische Siedler aus Edgartown – unter ihnen Josiah Standish, Sohn von Myles Standish – das Grundstück von den Indianern und errichteten dort die erste Mühle. Nach mehreren Eigentümerwechseln erwarb David Look im Jahr 1809 das Gebäude und baute es zur Produktion von Textilien – speziell Halbatlas – um, die von der Walfangindustrie auf der Insel stark nachgefragt wurden. Mit dem Niedergang dieses Industriezweigs in den 1870er Jahren ging auch die Rentabilität der Mühle kontinuierlich zurück. 1845 verkaufte Looks Witwe das Gebäude für 1800 US-Dollar (heute ca. 40.100 Dollar) an Thomas Bradley.
Bradley, der durch den Walfang zu Wohlstand gekommen war, ließ das alte Gebäude abreißen und durch das noch heute stehende Bauwerk ersetzen. Der Kauf der Mühle war nur eines von mehreren Entwicklungsprojekten von Bradley, der unter anderem Grundstücke oberhalb des Holmes’ Hole erwarb und als Baugrundstücke für Wohnhäuser weiterentwickelte. Diese bilden heute den Kern des ebenfalls im NRHP eingetragenen William Street Historic District. 1879 war die Mühle endgültig unrentabel geworden, so dass die Maschinen sowie auch das eiserne Mühlrad mit 6 ft (1,8 m) Durchmesser verkauft wurden. Von 1897 bis 1937 wurde das Gebäude zu unterschiedlichsten Zwecken genutzt, unter anderem als Teehaus, Kunstgalerie und Auktionshaus. Der heutige Eigentümer, der Martha’s Vineyard Garden Club, mietete das Gebäude ab 1937 und erwarb es schließlich 1942 vollständig.